# Daya Vieja
Daya Vieja község Spanyolországban, Alicante tartományban. Lakosainak száma 657 fő (2024). Daya Vieja Daya Nueva, Dolores, Formentera del Segura és San Fulgencio községekkel határos.

## Népesség
A település lakosságának változását az alábbi diagram mutatja:
| Lakosok száma | 198  | 261  | 354  | 674  | 726  | 681  | 672  | 690  | 707  | 657  |
|               | 2001 | 2004 | 2006 | 2009 | 2011 | 2014 | 2016 | 2019 | 2021 | 2024 |